# Siokunichthys
Siokunichthys es un género de pez de la familia Syngnathidae en el orden de los Syngnathiformes.

## Especies
Las especies de este género son:
- Siokunichthys bentuviai Clark, 1966
- Siokunichthys breviceps Smith, 1963
- Siokunichthys herrei Herald, 1953
- Siokunichthys nigrolineatus Dawson, 1983
- Siokunichthys southwelli (Duncker, 1910)
- Siokunichthys striatus Fricke, 2004